# NGC 2715
NGC 2715 је спирална галаксија у сазвежђу Жирафа која се налази на NGC листи објеката дубоког неба.
Деклинација објекта је + 78° 5' 9" а ректасцензија 9h 8m 5,9s. Привидна величина (магнитуда) објекта NGC 2715 износи 11,1 а фотографска магнитуда 11,8. Налази се на удаљености од 22,600 милиона парсека од Сунца. NGC 2715 је још познат и под ознакама UGC 4759, MCG 13-7-15, CGCG 350-12, IRAS 09018+7817, PGC 25676.